# کیتاتسو کوجیما
کیتاتسو کوجیما (ژاپنی: 小島 圭巽؛ زادهٔ ۲۱ ژوئن ۲۰۰۱) یک بازیکن فوتبال اهل ژاپن است.
از باشگاه‌هایی که در آن بازی کرده‌است می‌توان به باشگاه فوتبال رواسو کوماموتو اشاره کرد.